# 中越元気村
中越元気村（ちゅうえつげんきむら）は、2004年（平成16年）10月23日に発生した新潟県中越地震に際して設立・活動した、民間の災害ボランティア団体である。

## 概要
平成16年新潟県中越地震の発生直後（2004年10月25日）より、阪神・淡路大震災の地震直後から8年間にわたり被災地救援活動をおこなった「神戸元気村」の副代表であった草島進一、吉村誠司らが中心となって、同地震による被災地の新潟県小千谷市内の、小千谷高等学校の校庭内に設置した、テント村を最初の拠点として活動開始した（現地本部の開設は10月25日より）。
その後団体の拠点を、小千谷市旭町1234番地ドーム北棟（小千谷市勤労青少年ホーム前）に移転した。
活動内容としては、主に小千谷市内において、炊き出し「元気鍋」・テントプロジェクト・村おこし隊・引越し支援・仮設訪問・雪掘り（スノーバスターズ）・家財片付け・農地修復・おぢや自遊楽校などの活動を行っていた。
2005年（平成17年）8月31日をもって、団体としての活動を終了した。

## 実施したプロジェクト
中越元気村では、震災当初より様々なプロジェクトや活動を展開していたが、主なものを以下に列挙する。
- 元気鍋（炊き出し）
- テントプロジェクト
- 村おこし隊
- 雪掘り（スノーバスターズ）
- 春よ来いコンサート
- 春が来た会
- おぢや自遊楽校